# Hièrocles d'Hil·larima
Hièrocles d'Hil·larima, en llatí Hierocles, en grec antic Ἱεροκλῆς, fou un filòsof grec que segons Esteve de Bizanci era atleta de jove, nascut a Hyllarima a Cària.
Podria ser el filòsof estoic del que parla Aulus Gel·li. Vossius diu que aquest Hièrocles va ser l'autor d'una obra anomenada Oeconomicus, preservada parcialment per Estobeu. Suides l'anomena alexandrí, però segurament perquè havia estudiat a Alexandria.
Se l'ha identificat amb diversos personatges del mateix nom. Va viure probablement al segle i.